# Dorthaan Kirk
Dorthaan Kirk (* 13. Juli 1938 in Houston) ist eine US-amerikanische Jazz-Promoterin. Für 2020 erhielt sie den NEA Jazz Masters Fellowship der National Endowment for the Arts (NEA) und wurde dort als Newarks First Lady of Jazz und für vielfältige Aktivitäten zur Förderung des Jazz gewürdigt.
Dorthaan Kirk wuchs in Texas auf und zog mit siebzehn Jahren nach Los Angeles. Sie war in zweiter Ehe (aus der ersten Ehe hatte sie drei Töchter) mit dem bedeutenden Jazzmusiker Rahsaan Roland Kirk verheiratet und zog mit ihm 1970 von Kalifornien an die Ostküste. Sie wohnte erst in Philadelphia, zog aber bald nach East Orange.
Nach dem Tod ihres Ehemanns 1977 arbeitete sie für den 1979 neu gegründeten Jazz-Radiosender WBGO in Newark, dem größten Jazzsender der USA. 2018 zog sie sich dort altersbedingt zurück. Sie war beim Sender für Veranstaltungen wie das jährliche Jazz-a-thon und Verbindungen zur Bevölkerung zuständig – zum Beispiel bei regelmäßigen Jazz-Vespern in der Bethany Baptist Church. Ihr offizieller Titel war Special Events and Community Relations Coordinator und sie war in dieser Funktion Botschafterin des Jazz-Senders. Außerdem leitete sie die Jazz-Reihe für Kinder, die seit 1993 bestand. Weiterhin managte sie das musikalische Erbe von Rahsaan Roland Kirk. Seit 2012 ist sie Master of Ceremonies einer ihr zu Ehren benannten monatlichen Jazzveranstaltung (Dorthaan’s Place) in Nico Kitchen & Bar im New Jersey Performing Arts Center in Newark.